# Marawi
Marawi, Filipino Lungsod Islamiko ng Marawi („Islamische Stadt Marawi“), Maranao-Sprache Inged san Marawi, ist die Hauptstadt der Provinz Lanao del Sur auf der Insel Mindanao im Süden der Philippinen. Die Stadt liegt am nördlichen Ufer des Lanao-Sees und gehört politisch zur 2019 neu gebildeten Region Bangsamoro (zuvor Autonomous Region in Muslim Mindanao). Im Jahr 2015 hatte sie rund 202.000 Einwohner.
Im Jahr 2017 war Marawi Schauplatz schwerer militärischer Auseinandersetzungen, als sich mehrere islamistische Gruppen wie Pangkat ng Maute und Abu Sayyaf unter der Flagge des Islamischen Staates (IS) verbanden und gegen die Streitkräfte der Philippinen um die Vorherrschaft in der Stadt kämpften. Im Laufe von fünf Monaten wurde dabei ein Großteil der Innenstadt nahezu komplett zerstört und entvölkert.

## Geographie
Die Stadt liegt im westlichen Teil der Insel Mindanao und ist von den Gemeinden Marantao und Saguiaran im Westen, von Bubong und Ditsaan-Ramain im Osten und von Kapai und Saguiran im Norden umgeben. Im Süden befindet sich der Lanao-See, aus dem bei Marawi der Agus River Richtung Norden fließt, der in die etwa 35 Kilometer entfernte Bucht von Iligan in der Mindanaosee mündet.
Stadt und See liegen rund 700 Meter über dem Meeresspiegel. Stadtgebiet und Umgebung sind hügelig, teilweise auch gebirgig.

## Baranggays
Marawi ist politisch unterteilt in 96 Baranggays.
| - Ambolong - Amito Marantao - Bacolod Chico Proper - Banga - Bangco - Banggolo Poblacion - Bangon - Basak Malutlut - Beyaba-Damag - Bito Buadi Itowa - Bito Buadi Parba - Boganga - Boto Ambolong - Buadi Sacayo - Bubong Lumbac - Bubonga Cadayonan - Bubonga Lilod Madaya - Bubonga Marawi - Bubonga Pagalamatan - Bubonga Punod - Cabasaran - Cabingan - Cadayonan - Cadayonan I | - Calocan East - Calocan West - Daguduban - Dansalan - Datu Naga - Datu Sa Dansalan - Dayawan - Dimaluna - Dulay - Dulay West - East Basak - Emie Punud - Fort - Gadongan - Gadongan Mapantao - Guimba - Kapantaran - Kilala - Kormatan Matampay - Lilod Madaya - Lilod Saduc - Lomidong - Lumbac Marinaut - Lumbaca Madaya | - Lumbaca Toros - Malimono - Marawi Poblacion - Marinaut East - Marinaut West - Matampay - Mipaga Proper - Moncado Colony - Moncado Kadingilan - Moriatao Loksadato - Navarro - Norhaya Village - Olawa Ambolong - Pagalamatan Gambai - Pagayawan - Panggao Saduc - Pantaon - Papandayan - Papandayan Caniogan - Paridi - Patani - Pindolonan - Poona Marantao - Pugaan | - Rapasun MSU - Raya Madaya I - Raya Madaya II - Raya Saduc - Rorogagus East - Rorogagus Proper - Sabala Manao - Sabala Manao Proper - Saduc Proper - Sagonsongan - Sangcay Dansalan - Somiorang - South Madaya Proper - Sugod Proper - Tampilong - Timbangalan - Tolali - Tongantongan-Tuca Timbangalan - Toros - Tuca - Tuca Ambolong - Tuca Marinaut - Wawalayan Calocan - Wawalayan Marinaut |

## Namensherkunft
Der Name Marawi leitet sich ab von dem Wort rawi aus der Sprache der Volksgruppe der Maranao und heißt liegend, was sich auf eine Lilienart bezieht, die an den Ufern des Agus River gedeiht.

## Sprache
Die meisten Einwohner von Marawi sind Muslime. Der Dialekt Maranao ist die verbreitetste Sprache im Stadtgebiet (96,18 %) und wird sowohl von Muslimen wie auch von Christen verstanden. Danach folgen Bisaya/Binisaya mit 1,29 % und Cebuano mit 1,14 %. Andere ethnische Gruppen sprechen Tagalog (0,29 %) oder Hiligaynon/Ilonggo (0,14 %).
Ein Großteil der Studenten dieser Stadt beherrscht zudem die arabische Sprache in Wort und Schrift. Die meisten Schulen vermitteln darüber hinaus die Amtssprache Englisch.

## Geschichte
Marawi war ursprünglich eine Gemeinde der Ortschaft Dansalan. Dansalan bedeutet „Bestimmungsort“. Der Ort wurde am 20. Mai 1907 gegründet und gehörte zu der damaligen Provinz Moro. Am 19. August 1940 wurde Danasalan durch den Commonwealth Act Nr. 592 zu einer beurkundeten Stadt, eine Einweihung fand jedoch wegen des Pazifikkriegs erst am 30. September 1950 statt. Am 16. Juni 1956 wurde Dansalan City durch eine Kongressverordnung, den Republic Act Nr. 1552, in Marawi umbenannt. Der Namenswechsel wurde zu Ehren der Marawi Sultanate Confederation (Bund der Marawi Sultanate) durchgeführt. Am 15. April 1980 wurde die Stadtbezeichnung durch die Council Resolution Nr. 19 erweitert, sie heißt seither „Islamic City of Marawi“, da sie die einzige größere Stadt in den Philippinen ist, die mehrheitlich von Muslimen bewohnt wird; deren Anteil an der Bevölkerung beträgt etwa 92 Prozent.
Als Hauptstadt der Provinz Lanao del Sur ist Marawi eine Wirtschafts-, Bildungs-, Kultur- und Politikzentrale der Provinz und zudem das Islamische Zentrum des philippinischen Südens.

### Schlacht um Marawi 2017

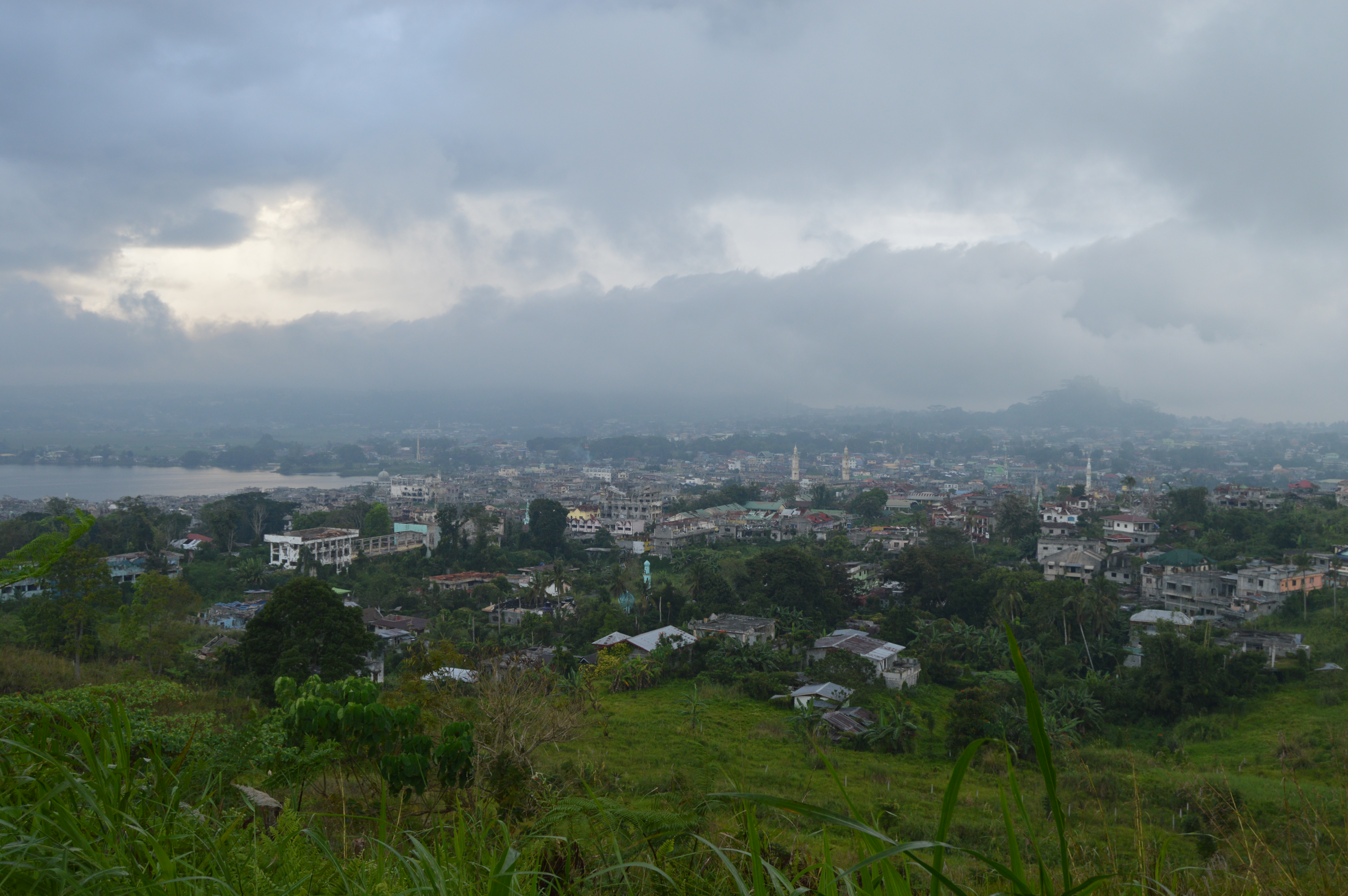
Zustand 2018 mit der zerstörten Innenstadt in der Bildmitte am Seeufer.

Im Jahr 2017 war Marawi Schauplatz schwerer militärischer Auseinandersetzungen, als sich mehrere islamistische Gruppen wie Pangkat ng Maute und Abu Sayyaf unter der Flagge des Islamischen Staates (IS) verbanden und gegen die Streitkräfte der Philippinen um die Vorherrschaft in der Stadt kämpften.
Die Kämpfe brachen am 23. Mai 2017 zwischen philippinischen Militäreinheiten und mehreren hundert (anfangs geschätzt rund 400 bis 500) Anhängern von verschiedenen islamistischen Gruppierungen aus.
Ihren Beginn hatte die Schlacht genommen, als die Armee Anfang Mai erhaltenen Hinweisen zu zunehmenden Aktivitäten von Mitgliedern der Maute-Gruppe in der Region nachging. Dabei wurde die unverhoffte Anwesenheit von Isnilon Hapilon, einem langjährigen Anführer von Abu Sayyaf, im Stadtgebiet festgestellt. Ein Verhaftungsversuch löste postwendend einen überraschend massiven Gegenangriff von einer unerwartet hohen Anzahl an vor Ort befindlichen Terrorkämpfern aus, die zunächst weite Teile der Stadt unter ihre Kontrolle bringen konnten.
Nach Auswertung von Videomaterial, das in der Unterkunft des entkommenen Hapilon entdeckt worden war, stellte sich heraus, dass dieser gemeinsam mit den Maute-Führern unter der schwarzen Flagge des Islamischen Staates einen Zusammenschluss mehrerer Extremistengruppen geplant hatte, um Marawi einzunehmen und in der Stadt offenbar ein Kalifat zu errichten. Auf den kurz zuvor entstandenen Filmaufnahmen war zu sehen, wie der 2016 zum IS-Emir von Südostasien ernannte Hapilon mit Abdullah Maute und Omar Maute sowie weiteren Personen konkrete Szenarios für eine unmittelbar bevorstehende Attacke besprach. Durch den für die Terroristen ebenso unvorhergesehenen Militäreinsatz wurde dieser Angriff vermutlich drei Tage früher als ursprünglich beabsichtigt gestartet.
Die Maute-Gruppe, die mutmaßlich die meisten Kämpfer stellte, hatte dem IS die Treue geschworen, war aber eigenständig organisiert.
Gleiches gilt für Abu Sayyaf und wohl ebenfalls beteiligte Gruppierungen wie Bangsamoro Islamic Freedom Fighters und Ansar Khalifa Philippines, die nun unter dem Dachverband Islamic State Province in East Asia operieren.
Nach Ausbruch der Kämpfe brannten die Islamisten die Kirche St. Mary Auxillidaro und eine Schule nieder, stürmten das örtliche Gefängnis und befreiten dort Inhaftierte. Präsident Rodrigo Duterte rief daraufhin das Kriegsrecht für die Insel Mindanao aus. Verstärkte Armeeverbände rückten in Marawi ein und Duterte wies die Soldaten an, alle angetroffenen Bewaffneten, die nicht von der Regierung zum Waffenbesitz ermächtigt seien, zu töten und „auszulöschen“.
Zehntausende Bewohner flüchteten vor dem Konflikt zwischen Extremisten und Regierungstruppen, innerhalb der ersten Woche wurden mindestens 140 Menschen getötet. Es gab Berichte zu hunderten Geiselnahmen, schwerer Folter, den Missbrauch von Personen als menschliche Schutzschilde und gezielte Erschießungen oder Enthauptungen von Christen sowie Zivilisten, die nach Aufforderung die Schahāda nicht rezitieren konnten. Nach zwei Wochen hatte fast die gesamte Bevölkerung, rund 200.000 Einwohner, die Stadt verlassen.
Die islamistischen Krieger wurden zunehmend von Militäreinheiten zurückgedrängt und verschanzten sich vornehmlich im östlich vom Fluss Agus gelegenen Teil des Stadtzentrums. Dort wurden sie zusammen mit rund 2.000 Zivilpersonen eingekesselt, die nicht mehr rechtzeitig fliehen konnten. Etwa 4.000 Landstreitkräfte waren zu diesem Zeitpunkt im Einsatz, während FA-50 Kampfflugzeuge der philippinischen Luftstreitkräfte mehrfach den Innenstadtbereich bombardierten. Ein Versuch, den verbliebenen Zivilisten am 4. Juni während einer Waffenruhe den Abzug zu ermöglichen, scheiterte.
Am frühen Morgen des 16. Oktober 2017 wurden nach fast fünfmonatiger Schlacht Isnilon Hapilon und Omarkhayam ("Omar") Maute gemeinsam bei einem Feuergefecht getötet. Damit waren alle sieben Maute-Brüder ums Leben gekommen, Abdullah Maute war bereits am 7. August gefallen. Die Gruppe galt daher zunächst als nahezu zerschlagen und auch Abu Sayyaf als deutlich geschwächt. Die Militäroperation wurde schließlich am 23. Oktober für beendet und Marawi als befreit erklärt. 
Der Großteil der Innenstadt war hiernach (zu 95 %) eine Trümmerwüste, mehr als 3.000 Gebäude wurden komplett und weitere 2.000 teilweise zerstört.
Über das Stadtgebiet wurde eine Sperrzone verhängt.
Insgesamt starben bei dem Waffenkonflikt laut Regierungsinformationen 1.233 Menschen: 978 Terroristen, 168 Soldaten und 87 Zivilisten.
Amnesty International zog in einem im November 2017 veröffentlichten Bericht die Angabe zur zivilen Opferzahl in Zweifel und hielt sie für „wahrscheinlich deutlich höher“. Verteidigungsminister Delfin Lorenzana hatte dagegen schon Mitte Juli 2017 Medienmeldungen als „unbestätigt“ zurückgewiesen, wonach bis dahin bereits 2.000 Zivilisten umgekommen seien. Die Provinzverwaltung von Lanao del Sur hatte während der Kämpfe zwischenzeitlich sogar mal 3.000 Tote insgesamt vermeldet. Unklar blieb zudem, ob die Annahme zutreffend ist, dass 466 Personen, die auch im Jahr 2021 noch nicht identifiziert worden waren, in die Statistik der Regierung tatsächlich eingegangen sind.
Ein geplanter Wiederaufbau war Mitte 2019 kaum erkennbar.
Dieser gestaltete nach Aussagen des damaligen Red-Cross-Präsidenten Peter Maurer „quälend langsam“ („painfully slow“). Medien berichteten, dass auch Anfang 2020 vielen Einwohnern eine Rückkehr in die betroffenen Stadtgebiete noch nicht möglich war. Zum Ende der Amtszeit von Duterte, der den Neuaufbau bis dahin weitestgehend abgeschlossen haben wollte, wurde der Stand der Fertigstellung im Mai 2022 mit 72 % angegeben; diese Zahl bezog sich jedoch offenbar in erster Linie auf Infrastrukturprojekte, wobei die Strom- und Wasserversorgung noch nicht vollumfänglich funktionierte. Auch zum fünften Jahrestag der Befreiung im Oktober 2022 befanden sich weite Teile der ehemaligen Wohngebiete noch in einem nahezu unveränderten Zustand der Zerstörung.
Bei einem Bombenattentat auf eine katholische Messe in der Mindanao State University in Marawi, dem am 3. Dezember 2023 vier Personen zum Opfer fielen, handelte es sich laut Angaben von Sicherheitsbehörden möglicherweise um einen Vergeltungsschlag für kurz zuvor durchgeführte Anti-Terror-Einsätze der Armee, bei denen verbliebene Maute-Kämpfer und der Abu-Sayyaf-Anführer Mudzrimar Sawadjaan getötet worden waren.

## Wirtschaft
Die Hauptindustrie der Stadt ist ausgerichtet auf die Verarbeitung von verschiedenen Rohstoffen. So existieren viele Reis- und Getreidemühlen, Unternehmen zur Herstellung von Hohlbetonsteinen, Werkstätten der Goldschmiedekunst und eine Anzahl von Sägewerken. Kleinere und große Firmen produzieren aus Baumwolle Kleider, Fußmatten und einheimische Gewänder, wie den malong.
Daneben sind in der Stadt die Weidmannskunst, die Erstellung von Messingwaren und das klassische Schmiedehandwerk vertreten.

## Bildung
In Marawi ist der Hauptsitz der 1961 gegründeten Mindanao State University. Im Jahr 2007 waren dort rund 53.000 Studenten eingeschrieben, die von etwa 3.100 Lehrkräften unterrichtet wurden.

## Kultur
Zu den traditionellen Tänzen zählt der Singkil, ein bekannter philippinischer Folkloretanz. Dabei werden zwei Paare von Bambusstangen kreuzweise angeordnet und rhythmisch abwechselnd dreimal auf den Boden und dann einmal aneinander geklopft. Der oder die Akteure tanzen elegant zwischen den Bambusstangen, solange sie auf den Boden geklopft werden, und heben ihre Füße, werden diese aneinandergeschlagen. Die Schlagfrequenz wird kontinuierlich erhöht und die Tänzer passen sich diesem Rhythmus an. Den Frauen ist es im Übrigen nicht erlaubt, mit Männern zu tanzen.
Ein weiterer Tanz ist der Kini-kini, eine spezielle artistische Art des Gehens der Maranao-Frauen wird in dem Tanz dramaturgisch dargestellt.

## Klima
In dem hoch gelegenen Stadtgebiet ist das Wetter für tropische Verhältnisse kühl und angenehm, unterbrochen von gelegentlichen Regenfällen, die das ganze Jahr über auftreten können.

## Sehenswürdigkeiten
- Aga Khan Museum
- Lanao-See
- Bagang Beach in Caloocan.
- Agus-Fluss zwischen den Stadtteilen Saduc und Lilod
- Gebirgs- und Hügellandschaft, wie den Signal Hill, den Arumpac Hill und den Mt. Mupo.